# El Viso del Alcor
El Viso del Alcor är en ort i Spanien.   Den ligger i provinsen Provincia de Sevilla och regionen Andalusien, i den sydvästra delen av landet, 400 km sydväst om huvudstaden Madrid. El Viso del Alcor ligger 167 meter över havet och antalet invånare är 18 351.
Terrängen runt El Viso del Alcor är huvudsakligen platt. El Viso del Alcor ligger uppe på en höjd. Runt El Viso del Alcor är det ganska glesbefolkat, med 27 invånare per kvadratkilometer. Närmaste större samhälle är Alcalá de Guadaira, 12,1 km sydväst om El Viso del Alcor. Trakten runt El Viso del Alcor består till största delen av jordbruksmark.